# خفاش‌های چادرساز
خفاش‌های چادرساز (نام علمی: Uroderma) نام یک سرده از تیره خفاش برگ‌بینی است.